# Oskar (ime)
Oskar je moško osebno ime.

## Izvor imena
Ime Oskar je germanskega izvora, ki izhaja iz staronemškega imena Ansgar, ki ima različico Osger, le to pa je zloženo iz germanske besede ans, anglosaško ós v pomenu »bog« in starovisokonemške besede gër, staroengleško gãr v pomenu »kopje«.

## Tujejezikovne oblike imena
- pri Angležih Oscar, skrajšano Ossy
- pri Švedih Oskar

## Pogostost imena
Po podatkih Statističnega urada Republike Slovenije je bilo na dan 31. decembra 2007 v Sloveniji 537 oseb z imenom Oskar.

## Osebni praznik
Oskar ima god 3. februarja.

## Znane osebe
- Johan Oskar Backlund, švedsko-ruski astronom
- Oskar Böhm, slovenski veterinar
- Oskar Dev, slovenski skladatelj in zborovodja
- Oskar Hudales, slovenski pistelj in prevajalec
- Oskar Kogoj, slovenski oblikovalec
- Oskar Savarin, slovenski svetovni popotnik z dušo in iskricami v očeh,

## Zanimivost
Po imenu Oskar je nastal izraz oskar, največje mednarodno priznanje za filmske dosežke, ki ga vsako leto podeljujejo v Hollywoodu. V ameriškem slengu pa oscar pomeni denar; pištola; nagrada, medalja.